# Tephritis latifoliae
Tephritis latifoliae
 es una especie de insecto díptero que Shcherbakov describió científicamente por primera vez en el año 2001.
Esta especie pertenece al género Tephritis de la familia Tephritidae.